# ジェラ・バンデカバイエ
ジェラ・バンデカバイエ（Gella Vandecaveye 、 1973年6月5日 - ）は、ベルギーの女子柔道家。現役時代は63kg級の選手。

## 人物
同世代で1階級上のウラ・ウェルブルックとともに、長年にわたってベルギーを代表する選手として世界で活躍してきた。オリンピックは2位止まりだったが、世界選手権では2度優勝を果たす。ベルギー女子の世界大会での獲得メダル数では、イングリッド・ベルグマンスの12個に次ぐ7個を記録する。

## 主な戦績
- 1989年 - ヨーロッパジュニア　3位(56kg級)
- 1990年 - ヨーロッパジュニア　3位
- 1990年 - イギリス国際　3位
- 1990年 - ヨーロッパ選手権　5位
- 1991年 - イギリス国際　3位
- 1992年 - フランス国際　3位
- 1993年 - フランス国際　優勝
- 1993年 - ドイツ国際　優勝
- 1993年 - ヨーロッパ選手権　2位
- 1993年 - 世界選手権　優勝
- 1994年 - フランス国際　優勝
- 1994年 - ドイツ国際　優勝
- 1994年 - チェコ国際　優勝
- 1994年 - ヨーロッパ選手権　優勝
- 1994年 - グッドウィルゲームズ　3位
- 1994年 - 福岡国際　優勝
- 1995年 - ドイツ国際　3位
- 1995年 - ヨーロッパ選手権　3位
- 1995年 - 世界選手権　3位
- 1996年 - ドイツ国際　2位
- 1996年 - ヨーロッパ選手権　優勝
- 1996年 - アトランタオリンピック　2位
- 1997年 - フランス国際　3位
- 1997年 - ドイツ国際　3位
- 1997年 - ヨーロッパ選手権　優勝
- 1997年 - 世界選手権　2位
- 1998年 - ドイツ国際　優勝
- 1998年 - ヨーロッパ選手権　優勝
- 1998年 - ワールドカップ国別団体戦　3位
- 1999年 - チェコ国際　優勝
- 1999年 - ヨーロッパ選手権　優勝
- 1999年 - 世界選手権　2位
- 2000年 - フランス国際　3位
- 2000年 - オーストリア国際　優勝
- 2000年 - ヨーロッパ選手権　優勝
- 2000年 - シドニーオリンピック　3位
- 2001年 - ヨーロッパ選手権　優勝
- 2001年 - 世界選手権　優勝
- 2002年 - フランス国際　優勝
- 2002年 - ベルギージュニア国際　優勝
- 2002年 - ヨーロッパ選手権　3位
- 2003年 - ロシア国際　優勝
- 2003年 - フランス国際　優勝
- 2003年 - ヨーロッパ選手権　2位
- 2003年 - 世界選手権　7位